# 朝鲜民主主义人民共和国司法
朝鲜民主主义人民共和国基于苏联法律建立了该国自己的司法制度。此系统包括朝鮮民主主義人民共和國中央裁判所、道（特别市）级裁判所、地方人民裁判所和特别裁判所。
中央裁判所是最高法院，其法官由最高人民会议任命。根据《朝鮮民主主義人民共和國社會主義憲法》，中央裁判所向最高人民会议负责，而《朝鲜民主主义人民共和国刑法》则规定法官若作出“不公正的判决”将承担法律责任。 
朝鲜的“裁判所”在中文语境中又译为“法院”，各级裁判所相应地被称为“中央法院”、道（特别市）级“法院”、郡级地方“人民法院”。

## 中央裁判所
朝鮮民主主義人民共和國中央裁判所是朝鲜民主主义人民共和国的最高法院兼上訴法院。
裁判所由一名所長，兩名副所長和若干名普通法官领导。 
法院之家于2010年投用。

### 历任所长和副所长
- 彭学世（所长），1972年就任，1992年在任上去世
- 金平律，1998年至2012年在任； 2013年去世[4]
- 崔永松（副所长）
- 玄洪三（ 副所长）

## 地方裁判所
在中央裁判所之下还有两个等级的裁判所： 
- 道级裁判所：共9个
- 人民裁判所（郡级）

## 司法独立
《朝鲜民主主义人民共和国社会主义宪法》第一百六十四条规定：
审判公开进行，保障被告人的辩护权。
审判可以依法不公开进行。
司法独立问题还体现在《检察监督法》第十一条：
检察官应监督案件的审理或者仲裁是否准确，并及时审议和处理法律要求。

## 组织
《宪法》规定：司法由中央法院、省或特市级法院、人民法院或特别法院管理，法院向最高人民会议负责（最高人民会议休会期间则由最高人民会议常任委员会负责）。

## 延伸阅读
- 金日成.  II. 平壤: 外文综合出版社. 1971: 132–148. OCLC 873247887.